# Vaccinia virus
Il virus del vaccino (in latino scientifico: Vaccinia virus) è una specie di virus a DNA della famiglia dei Poxviridae, sottofamiglia Chordopoxvirinae, genere Orthopoxvirus, che presenta immunità crociata col Variola virus, l'agente responsabile del vaiolo umano; ciò è alla base della vaccinazione antivaiolosa, effettuata mediante inoculazione del virus vivo attenuato.

## Caratteristiche

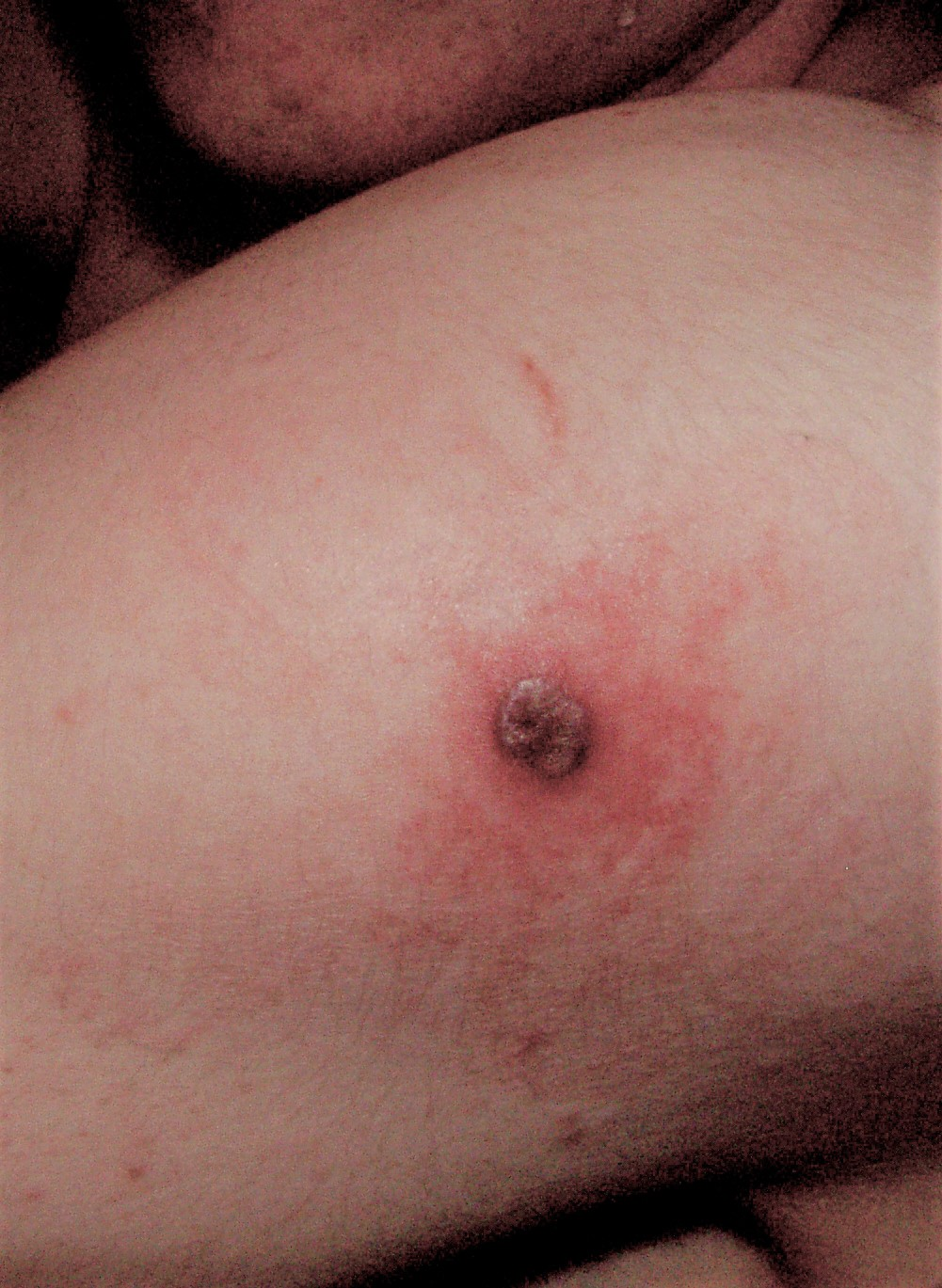
Vaccinazione, vescicola-pustola ombelicata nella sede dell'inoculo, dopo alcuni giorni

Il virus del vaccino è un virus di grandi dimensioni (misura 360 × 270 × 250 nm, con una massa di circa 5-10 fg). Il suo genoma è costituito da una molecola di DNA a doppia elica in grado di codificare potenzialmente circa 250 proteine differenti. Vaccinia è un virus con una vasta gamma di ospiti, di sua origine incerta, in grado di indurre sia l'immunità umorale che l'immunità cellulare al virus del vaiolo.
Poiché le lesioni sulla membrana corion-allantoidea provocate dai diversi Orthopoxvirus sono diverse fra di loro, il loro esame permette la diagnosi differenziale fra i vari agenti etiologici. Il virus vaccinico produce sulla membrana corion-allantoidea di pollo delle pustole di grandi dimensioni, con centro necrotico. Le lesioni prodotte dal virus del vaiolo bovino e dal virus del vaiolo delle scimmie sono emorragiche; quelle prodotte dal Variola virus sono più piccole. Altro carattere distintivo del virus vaccinico è che, a differenza del Variola virus, può essere passato in serie nel coniglio per via cutanea.
Ci sono molti ceppi di virus Vaccinia con proprietà biologiche differenti fra di loro. Il vaccino autorizzato negli Stati Uniti (Dryvax, Wyeth Laboratories, Inc.), la cui produzione è stata interrotta nel 1982, era preparato utilizzando il ceppo del virus Vaccinia New York City Board of Health (NYCBOH) preparato dalle lesioni vescicolose ("linfa") che si producevano sulla cute dei vitelli; ma in altri paesi erano utilizzati altri ceppi di Vaccinia virus. Quando si inoculava a scopo di vaccinazione, nella sede dell'inoculo si formava una vescicola-pustola ombelicata, che evolveva in una crosta e guariva in 3-4 settimane lasciando una cicatrice. La vaccinazione poteva avere molti effetti collaterali indesiderati, la più grave delle quali poteva essere la grave eruzione varicelliforme di Kaposi spesso mortale. In Italia, la vaccinazione è stata sospesa nel 1977 e abrogata definitivamente nel 1981.